# Kandle
Kandle (tyska: Kandel) är en by (estniska: küla) i Haljala kommun i landskapet Lääne-Virumaa i norra Estland. Byn ligger vid ån Vainupea jõgi, även kallad Kandle oja.
I kyrkligt hänseende hör byn till Haljala församling inom den Estniska evangelisk-lutherska kyrkan.